# Novi val britanskega heavy metala
Mrtvim tratam navkljub so hardrockovske in heavy metalske skupine iz 70. let navdihnile mlajšo generacijo britanskih glasbenikov in zaplodile novi val britanskega heavy metala s skupinami Iron Maiden in Def Leppard, Saxon, Samson, Venom, Diamond Head in mnogimi drugimi. Od vseh skupin novega vala sta bili najuspešnejši Iron Maiden in Def Leppard. Maidnovi prepoznavni ritmični galop in besedila o fantastiki ter hudiču so se z leti le malo spremenila. The Number Of The Beast (1982) je naznanila tržni preboj z le malo kompromisa v zvoku. Def Leppard so si nenehno prizadevali razviti zvok – in posneli so uspešnivo Hysteria (1987), vrhunsko produciran in skrbno komponiran primerek metala. NWBHM je naredil velikanski vtis na bobnarja Larsa Ulricha, ki je pozneje ustanovil Metallico, najuspešnejšo od četverice t. i. trashmetal skupin, ob njih še Slayer, Megadeath in Anthrax. Metallica je zvok razvijala in sočasoma obrusila surove robove ter postala heavymetalska skupina. Album Metallica(1991) pa je postal eden najbolje prodajanih metalskih albumov.